# La Tranclière
La Tranclière ist eine französische Gemeinde mit 288 Einwohnern (Stand: 1. Januar 2022) im Département Ain in der Region Auvergne-Rhône-Alpes. Sie gehört zum Kanton Ceyzériat im Arrondissement Bourg-en-Bresse. Die Einwohner werden Tranclériens genannt.

## Geographie
Die Gemeinde La Tranclière liegt etwa zehn Kilometer südsüdöstlich der Präfektur Bourg-en-Bresse im südlichen Teil der historischen Provinz Bresse und am Nordostrand der sweenreichen Landschaft Dombes. Das Gemeindegebiet wird vom Flüsschen Leschère durchquert.
Umgeben ist La Tranclière von den Nachbargemeinden Certines im Norden, Saint-Martin-du-Mont im Osten, Druillat im Südosten und Süden, Dompierre-sur-Veyle im Südwesten und Westen sowie Lent im Westen und Nordwesten.
Am Ostrand der Gemeinde führt die Autoroute A40 entlang.

## Bevölkerungsentwicklung
| Jahr                       | 1962 | 1968 | 1975 | 1982 | 1990 | 1999 | 2006 | 2013 | 2021 |
| Einwohner                  | 191  | 170  | 170  | 212  | 254  | 300  | 305  | 298  | 286  |
| Quellen: Cassini und INSEE |      |      |      |      |      |      |      |      |      |

## Sehenswürdigkeiten
- Kirche Saint-Jean-Baptiste
- Ruinen der Kapelle Sainte-Catherine aus dem 15. Jahrhundert

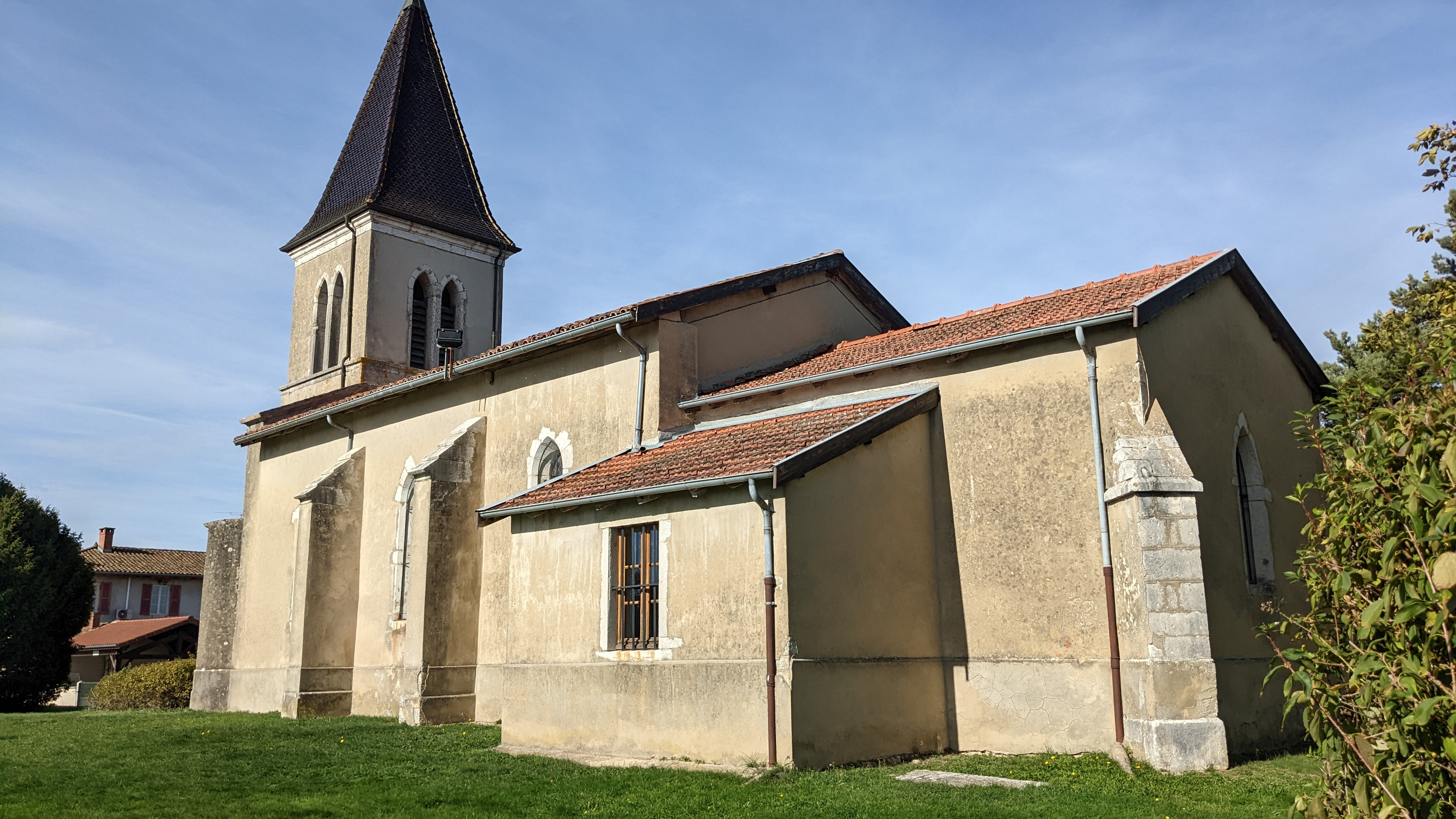
Kirche Saint-Jean-Baptiste
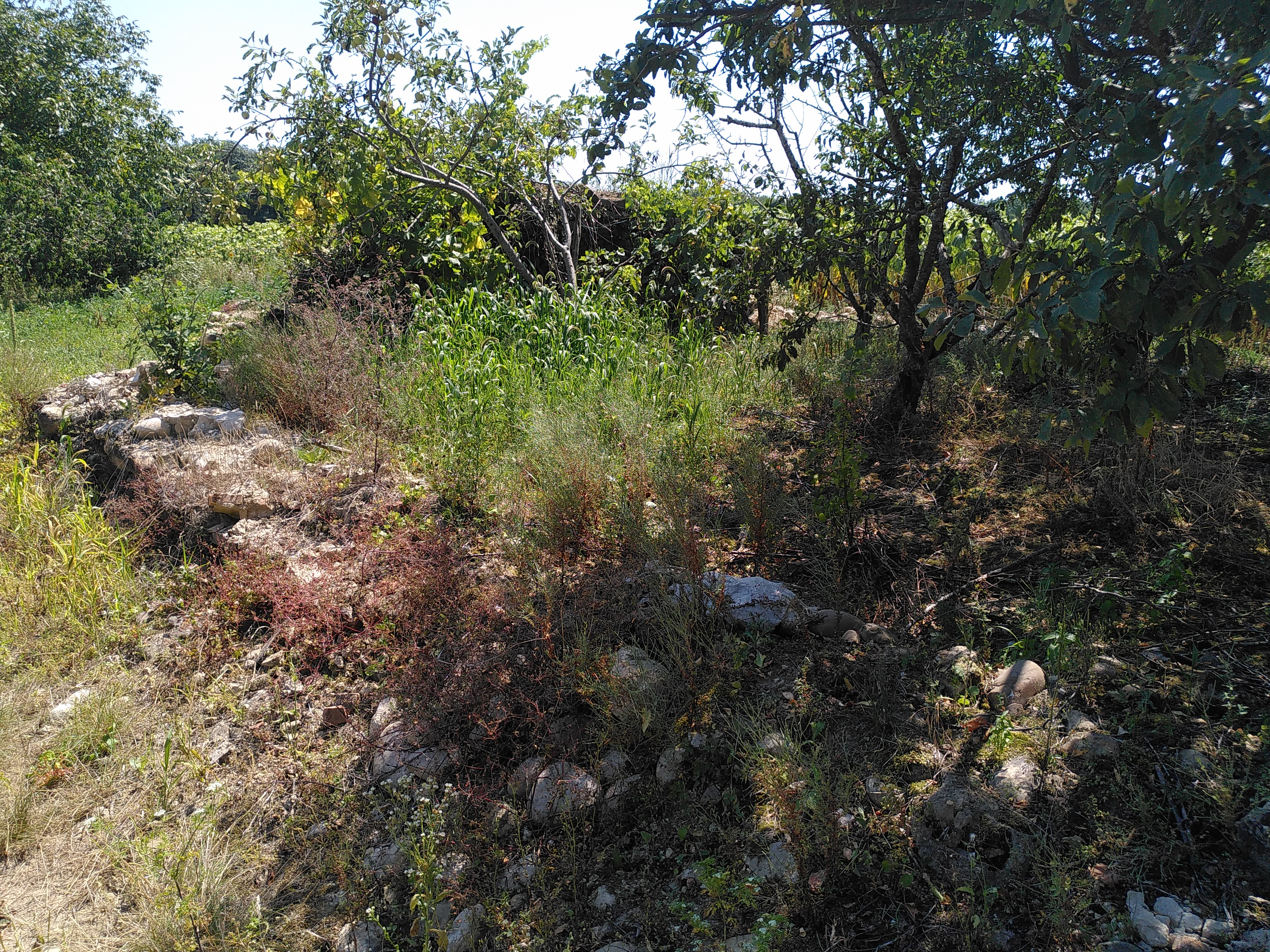
Ruinen der Kapelle Sainte-Catherine im Ortsteil La Cochère
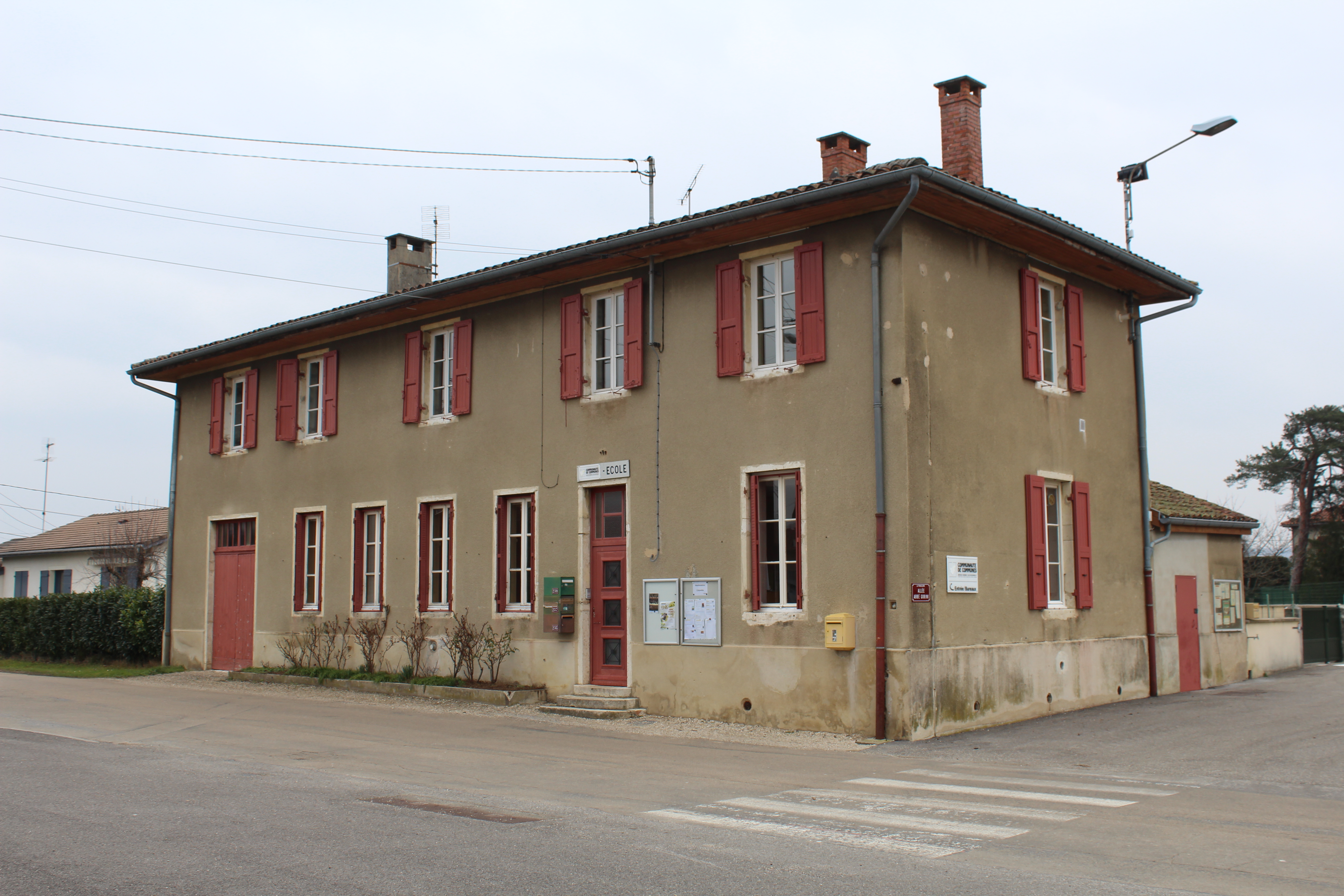
Schule
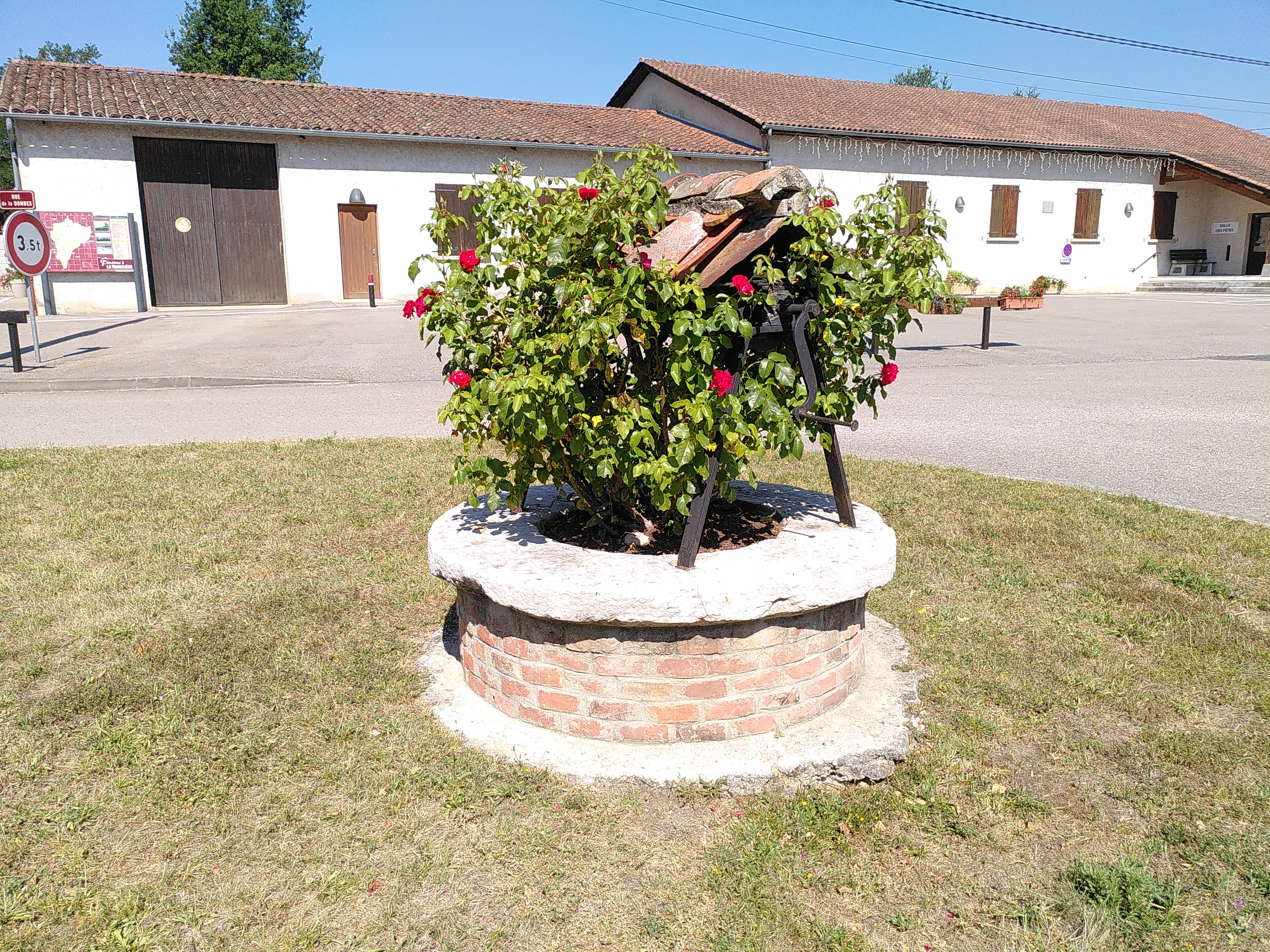
Öffentlicher Brunnen
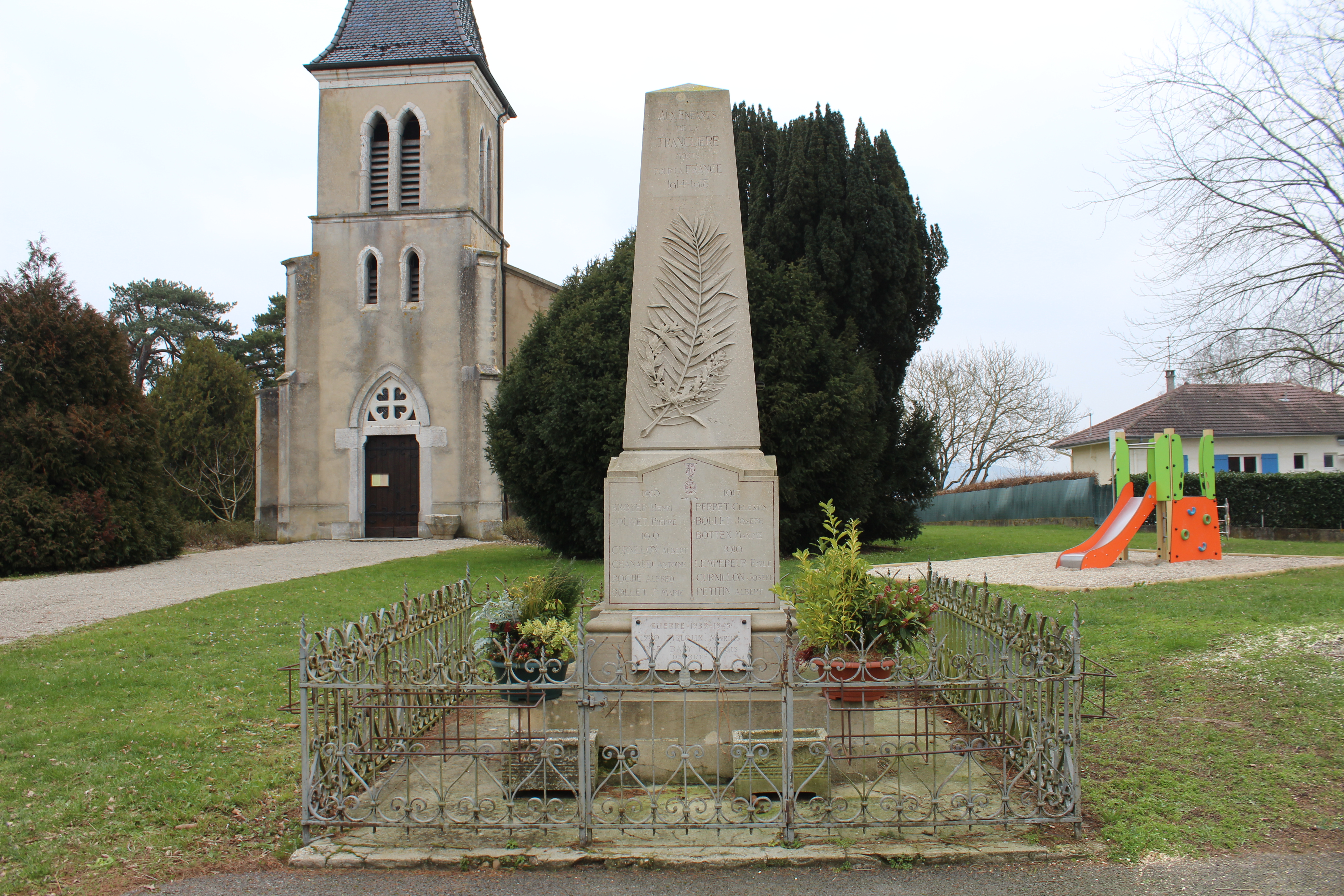
Gefallenendenkmal

## Persönlichkeiten
- Eugénie Brazier (1895–1977), erste Sechs-Sterne-Köchin der Welt